# جاكوب لوري
جاكوب لوري (بالإنجليزية: Jacob Alexander Lurie) هو رياضياتي وأستاذ جامعي أمريكي، ولد في 7 ديسمبر 1977 في واشنطن العاصمة في الولايات المتحدة.